# ARA Yamana (A-6)
El ARA Yamana (A-6) fue un buque patrullero, originalmente denominado como USS Maricopa (ATA-146) por la Armada de Estados Unidos, que fue incorporado por la Armada Argentina en 1947.

## Construcción y características
El buque era un remolcador de la clase Sotoyomo. Fue construido por la Levingstone Shipbuilding Company en Orange, Texas, y fue incorporado por la Armada de Estados Unidos el 20 de enero de 1943.
Su desplazamiento era de 689 toneladas con carga estándar pudiendo desplazar hasta 800 t a plena carga. Tenía una eslora de 43,6 metros, una manga de 10,4 m y un calado de 3,7 m. Estaba impulsado por dos motores diésel-eléctricos GM 12-278A.

## Historia de servicio
Estados Unidos transfirió el Maricopa a Argentina por el Security Assistance Program. La Armada Argentina lo bautizó como ARA Yamana (A-6). El remolcador recaló en el país sudamericano el 29 de julio de 1948. Desde su incorporación, estuvo destinado para tareas de salvamento en las bases navales Puerto Belgrano, Río Santiago, Mar del Plata y Ushuaia hasta 1966, cuando su rol cambió por patrullero.
En 1985 la Armada Argentina lo retiró del servicio y dispuso su utilización como barco objetivo.